# Leonardo Semitecolo
Leonardo Semitecolo (... – 1869) è stato un ottico italiano attivo a Venezia nel XIX secolo.

## Biografia
Di lui si hanno scarsissime notizie biografiche.
Sappiamo che nel 1825 fu tra i premiati per oggetti d'industria dal governo del Regno Lombardo-Veneto, ottenendo una medaglia d'argento "per assortimento di occhiali".
Il suo laboratorio si trovava nella parrocchia di San Zaccaria lungo la fondamenta de l'Osmarin (civico 4100 del sestiere San Marco). Attivo dagli anni 1830 sino alla morte del titolare, nel 1869, assieme alle botteghe di Angelo Olivo e di Carlo Ponti dominò il mercato veneziano del secolo. La fabbrica, che impiegava dagli otto ai dodici lavoranti, produceva vetri e lenti per occhiali e cannocchiali confezionati in cartone, corno e ottone.
Ci sono pervenute diverse delle sue creazioni, soprattutto cannocchiali terrestri. Questi presentano caratteristiche comuni; in particolare, la sezione principale, con la firma del costruttore, è rivestita da carta arancione con fregi punzonati.